# الإرهاب في المملكة المتحدة

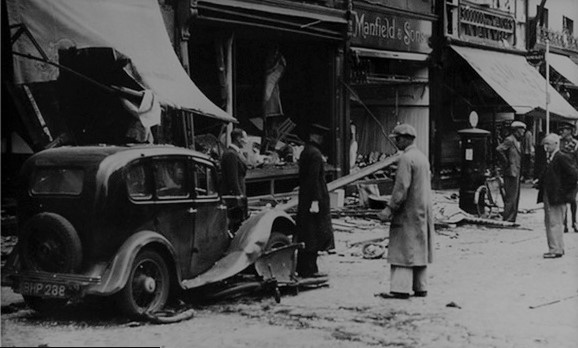
الصورة تصور آثار تفجير مركز مدينة كوفنتري

الإرهاب في المملكة المتحدة وفقًا لوزارة الداخلية يشكل تهديدًا كبيرًا للدولة. وقد كانت هناك أسباب مختلفة للإرهاب في المملكة المتحدة. قبل العقد الأول من القرن الحادي والعشرين، كانت معظم الهجمات مرتبطة بنزاع أيرلندا الشمالية (المشاكل). وكانت هناك أيضًا هجمات من قبل جماعات إرهابية شرق أوسطية في أواخر القرن العشرين، وكان أغلب تلك الهجمات مرتبطًا بالصراع العربي الإسرائيلي.
منذ عام 1970، كان هناك ما لا يقل عن 3395 حالة وفاة مرتبطة بالإرهاب في المملكة المتحدة، وهي أعلى نسبة في أوروبا الغربية. كانت الغالبية العظمى من الوفيات مرتبطة بنزاع أيرلندا الشمالية وحدثت في أيرلندا الشمالية. في البر الرئيسي لبريطانيا العظمى، كان هناك 430 حالة وفاة مرتبطة بالإرهاب بين عامي 1971 و2001. من بين هؤلاء، 125 حالة وفاة مرتبطة بنزاع أيرلندا الشمالية، و305 حالة وفاة مرتبطة بأسباب أخرى - معظم تلك الوفيات وقعت في تفجير لوكربي. ومنذ عام 2001، كان هناك ما يقرب من 100 حالة وفاة مرتبطة بالإرهاب في بريطانيا العظمى.
قُبض على 1834 شخصًا في المملكة المتحدة في الفترة من سبتمبر عام 2001 حتى ديسمبر عام 2009 لصلتهم بالإرهاب، واتهم 422 منهم بجرائم تتعلق بالإرهاب وأدين 237.

## التاريخ
كانت هناك العديد من الحوادث الإرهابية ذات الأهمية التاريخية داخل المملكة المتحدة، من مؤامرة البارود عام 1605 إلى مختلف الهجمات المتعلقة بمشاكل أيرلندا الشمالية. وفي التاريخ الحديث، ركزت أجهزة الأمن البريطانية على التهديد الذي تشكله المنظمات الإسلامية المتطرفة داخل المملكة المتحدة، مثل الخلية المسؤولة عن تفجيرات لندن في 7 يوليو عام 2005.
وقد اتُهمت الدولة البريطانية بالتورط في إرهاب دولة في أيرلندا الشمالية. 
خلص تحليل المكتب الخامس «المقيَّد» في 12 يونيو عام 2008 «لعدة مئات من الأفراد المعروف تورطهم في نشاط متطرف عنيف أو مرتبطون به ارتباطًا وثيقًا» إلى أن الإرهابيين الإسلاميين البريطانيين «هم مجموعة متنوعة من الأفراد، لا يتناسبون مع أي ملف ديموغرافي واحد، ولا يتبعون كلهم طريقًا نموذجيًا للتطرف العنيف». نحو نصفهم ولدوا في المملكة المتحدة، والغالبية من الرعايا البريطانيين والباقي، مع استثناءات قليلة، موجودون في البلاد بشكل قانوني. معظم الإرهابيين في المملكة المتحدة هم من الذكور، لكن النساء في بعض الأحيان على دراية بأنشطة أزواجهن أو إخوانهن أو أبنائهن. والغالبية يصبحون متطرفين في أوائل العشرينيات من العمر حتى منتصفها، ولكن أقلية صغيرة ولكنها ليست ضئيلة تنخرط في التطرف العنيف فوق سن الثلاثين. من المرجح أن يكون لدى أولئك الذين تزيد أعمارهم عن 30 عامًا زوجة وأطفالًا محايدون غير مرتبطين. يقول المكتب الخامس إن هذا يتحدى فكرة أن الإرهابيين هم شباب مسلمون مدفوعون بالإحباط الجنسي ويجري إغراؤهم «بالاستشهاد» بوعد العذارى الجميلات المنتظرات في الجنة. المتورطون في الإرهاب الإسلامي لديهم سوية تعليمية تتراوح بين الافتقار التام للمؤهلات إلى مستوى التعليم الجامعي. ومع ذلك، فإنهم جميعًا تقريبًا يعملون في وظائف منخفضة الدرجات. وبعيدًا عن كونهم متعصبين دينيين، فإن عددًا كبيرًا من المتورطين في الإرهاب لا يمارسون عقيدتهم بانتظام. يفتقر الكثيرون منهم إلى التعليم الديني ويمكن اعتبارهم في الواقع مبتدئين في المجال الديني. وعدد قليل جدًا منهم نشأوا في أسر متدينة بشدة، وهناك نسبة أعلى من الوسط منهم ممن غير دينه. ويشارك بعضهم في تعاطي المخدرات وشرب الكحول وزيارة البغايا. يزعم التقرير أن الهوية الدينية الراسخة تحمي فعليًا من التطرف العنيف، وقد انخفض تأثير رجال الدين في تطرف الإرهابيين الإسلاميين في السنوات الأخيرة.
بدأت الحكومة البريطانية بتاريخ 29 أغسطس، 2014، إجراءات تهدف إلى مكافحة الإرهاب مع ارتفاع مستوى تهديد الإرهاب ليصبح «خطيرًا». حذر رئيس الوزراء ديفيد كاميرون ووزيرة الداخلية تيريزا ماي من «الاحتمالية الكبيرة» لوقوع هجوم إرهابي، بعد ظهور الدولة الإسلامية في العراق والشام (داعش).
قتل على الأقل 22 شخص بتاريخ 22 مايو، 2017، بعد وقوع تفجير عقب حفل موسيقي لأريانا غراندي في أعنف هجوم إرهابي على الأراضي البريطانية منذ عام 2005. بعد اجتماع كوبرا، أعلنت رئيسة الوزراء البريطانية تيريزا ماي أن مستوى التهديد الإرهابي للمملكة المتحدة قد ارتفع إلى مستوى «خطير»، وهو أعلى مستوى له. بارتفاع مستوى التهديد إلى المستوى «الخطر»، بدأت عملية تمبرر، سامحةً لخمسة آلاف جندي أن يحلوا محل الشرطة المسلحة في حماية أجزاء من البلاد. قال الصحفي في بي بي سي فرانك غاردنر إنه من المتوقع أن يكون أول انتشار للقوات بالمئات.
كان هناك دعوات لنشر تقرير حول تمويل الإرهاب قالت الحكومة إنها تركته دون نشر لأسباب أمنية. قال تيم فارون، «يتعين على تيريزا ماي أن تشعر بالعار من الطريقة التي تعاملت بها مع هذه القضية، في البداية بصفتها وزيرة للداخلية والآن بصفتها رئيسة للوزراء. لا يوجد أي تجارة مع الأنظمة المراوغة كالسعودية تستحق ـتعريض سلامة الشعب البريطاني للخطر، ولو كانت ماي جادة بشأن أمننا، كانت ستنشر التقرير بكامله على الفور».
اعتقل منذ يونيو، 2016 حتى يونيو، 2017، نحو 379 شخص في المملكة المتحدة لارتكاب جرائم ترتبط بالإرهاب وتم توجيه الاتهامات ضد 123 منهم، من ضمنهم 105 لارتكابهم أعمال إرهابية. شكل هذا الرقم زيادة بنسبة 68% عن السنة السابقة والذي كان جزئيًا بسبب هجمات إسلامية مختلفة على أراضي المملكة المتحدة كتفجير مانشستر، وهجمات جسر لندن وهجوم ويستمنستر. ذكر التقرير أيضًا أن الشرطة البريطانية أحبطت 19 مؤامرة منذ يونيو 2013.
تحصل المواد الجهادية بما في ذلك فيديوهات تعليمات صنع القنابل وفيديوهات الإعدام على عدد تفاعلات أكثر في المملكة المتحدة أكثر من أي بلد أوروبي آخر وتنتشر على نطاق واسع في مختلف الميادين. لا تمنع شركات الإنترنت ذلك وتطبق تدابير جديدة بما فيها غرامات على شركات الإنترنت التي لا تحذف المواد الجهادية. قال ديفيد باتريوس إن قنبلة بارسونز غرين يمكن أن تكون قد صنعت من خلال التعليمات على الإنترنت. أشار باتريوس إلى المهارات التقنية وغيرها للمواقع الإرهابية وأضاف، «من الواضح أن جهودنا لمكافحة التطرف ومبادراتنا الأخرى لمحاربة التطرف على شبكة الإنترنت لم تكن كافية حتى الآن. لا يوجد شك كم تعتبر هذه المسألة مستعجلة. من الواضح أن الوضع الراهن غير مقبول«.
تخشى رئيسة الشرطة سارا ثورنتون أن تخفيض ميزانية الشرطة سيضعف من مكافحة الإرهاب. تحتج ثورنتون على أن مصادر المعلومات اللازمة للتعامل مع الحوادث الإرهابية تأتي من الشرطة الرئيسية مما يشكل ضغط إضافيًا على الشرطة العامة. تؤكد ثورنتون على أن الحفاظ على الأمن في الحي أمر مهم لأنه يمنح الناس الثقة بالشرطة. يعطي الناس الواثقون الشرطة المعلومات التي تحتاجها لمنع الهجمات الإرهابية. قالت ثورنتون «سيقطع عدد أقل من الضباط وضباط الدعم المجتمعي للشرطة المعلومات الاستخباراتية الضرورية لمنع الهجمات. يعد الانسحاب من المجتمعات مخاطرة تقلل من ثقتهم بنا في وقت نحتاج فيه ثقة الناس التي تجعلهم يشاركوننا المعلومات». قالت ثورنتون أيضًا «يخبرنا الخبراء إن موجة الهجمات في المملكة المتحدة وأوروبا هي تحول في التهديد وليست تصاعدًا فيه، مما سيستغرق مدة 20 إلى 30 عامًا للقضاء عليها. يتطلب هذا الوضع الطبيعي الجديد حوارًا منفتحًا مع الحكومة حول كيفية الرد؛ ويجب أن تكون مصادرنا جزءًا من الحوار».

## المنظمات
شبكة الشرطة الوطنية لمكافحة الإرهاب هي التجمع الوطني لقوات الشرطة على امتداد المملكة المتحدة وهو المسؤول عن عمليات مكافحة الإرهاب والتخطيط لها.
حددت الحكومة البريطانية 58 منظمة على أنها إرهابية وحظرتها. حظرت 44 واحدة من هذه المنظمات بموجب قانون الإرهاب لعام 2000. حُظر اثنان منها أيضًا بموجب قانون الإرهاب لعام 2006 بتهمة «تمجيد الإرهاب». بخلاف منظمة العمل الوطني النازية الجديدة واليمينية المتطرفة، تعمل الأربعة عشر منظمة الأخرى في جنوب إيرلندا، وقد حظرت بموجب التشريع الآنف ذكره.
المنظمات الدولية التي صنفتها الدولة على أنها إرهابية وحظرتها، تمتلك الأغلبية العظمى منها أيديولوجيا إسلامية متطرفة، وهي:
حددت الشرطة منذ عام 2019 أن أسرع التهديدات الإرهابية نموًا في المملكة المتحدة هي من أقصى اليمين.

### الإسلامية
وفقًا للعالم السياسي جيل كيبيل، فإن العنف الجهادي متجذر في الأصولية الإسلامية في صيغة السلفية، وهي أيديولوجيا تتعارض مع قيم الديمقراطيات الغربية وقد دخلت المملكة المتحدة عندما منحت البلاد اللجوء للقادة الإسلاميين المتطرفين من أنحاء العالم في لندن. وفقًا لكيبيل فإن الفرد يبدأ بتعلم العنف بأن يصبح سلفيًا أولًا. علاوة على ذلك، قال إن الإيديولوجية السلفية أدت إلى مهاجمة أهداف ترمز إلى الثقافة الغربية، مثل الحفلات الموسيقية في مسرح مانشستر وباتاكلان أو توقيت هجمات متعمد كي يتداخل مع الانتخابات الديمقراطية. يختلف معه الباحث أوليفر روي بقوله إن معظم الإرهابيين الإسلاميين يصبحون متطرفين أولًا ثم ينجذبون إلى الإسلام الأصولي نتيجة لذلك. ناقش أنه لا يوجد دليل أنهم ينتقلون من السلفية إلى الإرهاب، مشيرًا إلى أن الإرهابي الإسلامي عبد الحميد أباعود كان معروفًا بانتهاكه القواعد الدينية المتعلقة بالطعام الحلال.
ناقش روي أن حظر البوركيني والسياسات العلمانية في فرنسا أثارت استياءً دينيًا فيها، وهو ما رد عليه كيبيل بأن بريطانيا لا تمتلك سياسات مشابهة ومع ذلك عانت من عدة هجمات جهادية في عام 2017.
في يوليو، 2017، أفاد تقرير أن السلطات البريطانية جردت 150 مجرم مشتبه به من حاملي الجنسية المزدوجة من جواز سفرهم البريطاني، ذلك لمنعهم من العودة إلى المملكة المتحدة. ومن بين الذين حرموا من جنسيتهم البريطانية كان «الجهاديون» و«العرائس الجهادية».
في أكتوبر، 2020، كان مايزال الإرهاب الإسلامي يشكل التهديد الأكبر للمملكة المتحدة من حيث الحجم وفقًا لكين مكاليوم، المدير العام للمكتب الخامس في هيئة المخابرات العسكرية.
- كتائب عبد الله عزام ومنها كتيبة زياد الجراح (إيه إيه بي)
- منظمة أبو نضال
- جماعة أبو سياف
- جيش عدن أبين الإسلامي
- الجماعة الإسلامية في مصر
- الغرباء
- حركة الاتحاد الإسلامي
- المرابطون
- القاعدة
- حركة الشباب
- أنصار الإسلام
- أنصار الشريعة تونس
- جماعة أنصار المسلمين في بلاد السودان
- أنصار بيت المقدس
- أنصار المسلمين في بلاد السودان
- جيش حماية المسلمين في أفريقيا السوداء
- الجماعة الإسلامية المسلحة
- عصبة الأنصار
- جماعة الجهاد الإسلامي المصرية
- حماس
- حركة الشباب المجاهدين
- حركة الجهاد الإسلامي
- حركة المجاهدين
- حركة الأنصار
- حزب الله
- الحزب الإسلامي قلب الدين
- إمارة قوقاز(آي كي)
- حركة المجاهدين الهنود
- اتحاد الجهاد الإسلامي
- حركة أوزباكستان الإسلامية
- تنظيم الدولة الإسلامية(داعش)
- جيش محمد(باكستان)
- جماعة أنصار السنة (جيش أنصار السنة سابقًا)
- جماعة الفرقان
- جماعة المجاهدين بنغلاديش
- جندالله
- كتيبة الكوثر
- خدام الإسلام(جيش محمد)
- جيش جهنكوي
- جيش طيبة
- الجماعة الليبية المقاتلة
- منبر أنصار الدين
- الجماعة الإسلامية المغربية المقاتلة
- حركة الجهاد الإسلامي في فلسطين
- منظمة مجاهدي الشعب الإيراني
- الجبهة الشعبية لتحرير فلسطين- القيادة العامة
- الجماعة السلفية للدعوة والقتال
- الطائفة المحفوظة
- جيش الصحابة
- حركة تطبيق الشريعة المحمدية
- طالبان باكستان